# Língua tarahumara
O tarahumara ou rarámuri é uma língua uto-asteca falada por cerca de 85000 pessoas no estado de Chihuahua no noroeste de México.

## Aspectos históricos, sociais e culturais

### Uso e status
O idioma dos tarahumaras pertence à família linguística yuto-nahua. Segundo o Índice de Substituição Etnolingüístico sua língua segue conservando-se, pois transmite-se de pais a filhos ou as crianças seguem falando sua língua. Os dados do censo mostram que 85.316 pessoas falam a língua tarahumara no estado, dos quais 14,6% não fala espanhol e a  parecela se eleva a 19% entre as mulheres.
Tarahumara era inicialmente considerada como do grupo “Taracahitic” das Uto-Aztecas, o que hoje não é mais aceito. Agora se considera um grupo próprio, o das línguas “Tarahumaranas” que tem também a língua Guarijío (Varihio, Huarijío), que é também falada no oeste de Sierra Madre.

### Dialetos
A classificação de Ethnologue contabiliza 5 variedades de Tarahumara:
| Nome                         | ISO-code | Localização                                                                                      | Hablantes                    |
| ---------------------------- | -------- | ------------------------------------------------------------------------------------------------ | ---------------------------- |
| Tarahumara central           | tar      | sudoeste de Chihuahua.                                                                           | 55 000 (10 000 monolingues). |
| Tarahumara das terras baixas | tac      | Chihuahua.                                                                                       | 15 000                       |
| Tarahumara setentrional      | thh      | Chihuahua, povos de Santa Rosa Ariseachi, Água Quente Ariseachi, Bilaguchi, Tomochi, A Nopalera. | 300                          |
| Tarahumara do sudeste        | tcu      | Chinatú, Chihuahua.                                                                              | Nenhuma estimativa           |
| Tarahumara do sudoeste       | twr      | Chihuahua, povo de Tubare                                                                        | 100 (1983 SIL).              |

A língua a encontramos nos estados do norte do país como, Chihuahua, Sonora, Sinaloa e Durango. 
No censo de população  e moradia do ano de 1970 os falantes maiores de 5 anos compunham-se de 25479, habitantes. No censo de população  e moradia do ano de 1990 os falantes maiores de 5 anos compunham-se de 54431, habitantes. No censo de população  e moradia do ano de 2000 os hablantes maiores de 5 anos compunham-se de 75545, habitantes. No censo de população  e moradia do ano de 2005 os falantes maiores de 5 anos compunham-se de 75371,  habitantes. No censo de população  e moradia do ano de 2010 os falantes maiores de 5 anos compunham-se de 85018 habitantes. Estes dados são Representativos unicamente para a língua e/ou dialeto Tarahumara.

## Escrita
A língua Tarahumara usa o alfabeto latino numa forma própria para a fonologia da língua, a qual apresenta as cinco vogais tradicionais e as consoantes B, C. G, J, K, M, N, P, R, S, T, W, Y. Usa ainda o apóstrofo (‘) e as formas Ch e Sh.

## Fonologia
O tarahumara tem cinco timbres vocálicos e distingue a quantidade vocálica: /i, e, a, o, u/, ademais distingue entre vogais longas e breves e o acento é fonémico. A tabela de consoantes do tarahumara inclui:
| oclusiva     | p | p | t    | t    | k | k | ʔ | ʔ |
| africada     | ʦ | ʦ |      |      |   |   |   |   |
| fricativa    | s | s | h    | h    |   |   |   |   |
| aproximantes | w | w | l, ɾ | l, ɾ | j | j |   |   |
| nasal        | m | m | n    | n    |   |   |   |   |

Ademais há que assinalar que:
- O fonema africado /ʦ/ costuma transliterar também o /c/.
- O fonema /j/ se translitera quase sempre como /e/.
- O fonema glotal /ʔ/ ou salitllo se translitera às vezes como / ' /.

## Gramática

### Morfologia
Os afixos são quase sempre percebidos como sufixos, e os clíticos também vêm finalmente à palavra. Substantivos e verbos são semi -aglutinantes. Palavras e frases iniciam por palavras raiz. Adições podem ser preposições ou post-posições, e algumas são sufixadas a substantivos.
Na morfologia nominal, existem dois casos: nominativo e acusativo. Os objetos diretos e indiretos são marcados com o sufixo  [-ʔt͡ʃi]. Além da marcação de maiúsculas e minúsculas, também há os sufixos "absolutivos" característicos das Uto-Aztecas, que aparecem quando não há outro sufixo. Variantes do absolutivo incluem  [-ʔt͡ʃi]  [-ri]. Os substantivos possuídos são marcados de várias maneiras: construções verbais, sufixos nominais ou uma combinação dos dois. Em termos de sufixos nominais, possessivos são marcados com  [-ra]. Alguns substantivos não são flexionados por pluralidade, mas frases nominais que os contêm marcarão pluralidade por outros meios: palavras de quantidade serão adicionadas à frase nominal ou palavras relacionadas à cabeça serão flexionadas para pluralidade.
Os demonstrativos marcam a proximidade / distância, mas o número. Dado que Rarámuri tem a palavra principal no final, os demonstrativos vêm antes do substantivo. Eles podem ser usados como artigos e pronomes, e também podem ser duplicados. Os contadores de histórias às vezes omitem os demonstrativos na frente dos nomes dos animais, mostrando que o animal está sendo classificado mais alto na escala de animações e / ou o nome do animal está sendo usado como um nome próprio.
Existem vários sufixos verbais para os tempos futuros e passados, com alomorfos dos três marcadores de sufixo no futuro. As vozes imperfeita, condicional e passiva, o imperativo plural e singular e o particípio passado também são marcadas com sufixos. Curiosamente, existem vários sufixos que indicam diferentes tipos de gerúndios: passado, singular e plural.
O sujeito pode ser marcado em uma das duas maneiras. Um pronome vindo antes do verbo pode marcar para 1ª, 2ª, 3ª pessoas singular e plural. Além disso, um sufixo vindo depois do marcador TAM também pode marcar o assunto. Desta forma, a marcação do sujeito é mais flexível do que a marcação para o tempo, aspecto e humor; entretanto, pronomes subjetivos não podem ser usados em conjunto com sufixos de sujeitos.
Existem vários sufixos que podem alterar substantivos para verbos. Esses sufixos cobrem uma série de significados, de "tornar-se" ou "tornar" a "colocar", "tirar" e "ter". Em um processo similar de adição de sufixos, os adjetivos também podem se tornar verbos. De fato, os verbos também podem assumir sufixos para se tornarem outros verbos, embora os substantivos para construções verbais sejam os mais produtivos desses tipos de transformações.
Rarámuri utiliza processos de mudança de valência que, na maioria das vezes, transitivam em verbos. Esse recurso é difundido nos idiomas Uto-Aztecas. Para transitivar um verbo, é necessário mudar a vogal final da raiz do verbo. O processo de aplicativização envolve um sufixo e um prefixo, bem como uma mudança na expressão da consoante bilabial inicial da raiz. Esse processo vai nos dois sentidos: se um bilabial é [+ voz], ele se tornará [-voz] com a adição desses afixos e vice-versa.

### Sintaxe
A estrutura sintática de Rarámuri é razoavelmente livre, mas, é claro, tem uma forma menos marcada. Como a maioria das outras línguas Uto-Aztecas, sua ordem de palavras padrão é SOV. Se houver objetos indiretos, construtores temporais ou marcadores locativos, eles geralmente vêm depois do verbo. Em qualquer caso, a sintaxe menos marcada nem sempre é encontrada, pois há muitas exceções.
A marcação de fim de palavras de foco e topicalização é muito usada. Um constituinte de sentença pode ser topicalizado colocando-o no início da sentença. A topicalização do verbo exige palavras "enfáticas" para indicar o sujeito. A ordem OVS é a ordem mais prevalente nas narrativas.
Existem morfemas "enfáticos". A partícula  [-ka] é adicionada aos sujeitos; a partícula  [-ʔe] para frases nominais preenchendo qualquer função gramatical, e o sufixo  [-ri] é um intensificador de substantivos e verbos. Para "enfatizar" os advérbios, o prefixo  [ʔ-] é adicionado. Os pronomes podem ser enfatizados, repetindo-os dentro da sentença. Para adicionar ainda mais "ênfase" a uma palavra que já tenha partículas enfáticas, a posposição  / -pa / pode ser adicionada.
As perguntas em Rarámuri têm as seguintes construções. Em frasede questão inicial partículas são necessárias. As perguntas sim-não são marcadas com a pergunta inicial da frase  [-ta}, que às vezes pode ser acompanhada de entonação crescente na sílaba final.  Wh  - as perguntas são marcadas com um nível ou declínio prosódico na última sílaba. Estas palavras também compartilham uma característica fonética similar em que todas contêm os prefixos alomorfos  [t͡ʃi-] ou  [t͡ʃe-], com exceção de {{IPA | [kóe]} }, "onde", que contém o mesmo afixo, apenas como um sufixo em vez de um prefixo.
Para formar uma cláusula relativa em Rarámuri, os falantes precisam apenas colocar um sufixo [-ame] no verbo da oração relativa para obter a gramaticalidade. Cláusulas relativas podem vir antes ou depois de uma palavra principal com a palavra principal ocorrerá diretamente antes e diretamente após a cláusula relativa que pertence a ela. Existe também uma construção que se mascara como uma cláusula relativa, mas é realmente uma repetição do assunto da sentença. Frequentemente, a segunda repetição do assunto será ampliada ou explicada de alguma forma. Este estilo sintático não é exclusivo de Rarámuri, mas pode ser encontrado em muitas outras línguas Uto-Aztecas, notavelmente Nawa.

## Amostra de texto
Pai Nosso
Em Tarahumara Central
Tami Non guami repá reguegachi atiame: tá cheiquichi Ju, màpu müreguéga repá asagá mu atinqui: Jená ibi, guichimòba quima neogarae mu naguára; mu llelá litae guichimòba mü llolára guali mü cü mollenara, ini, repá reguegachi. Amen Jesus.

Em Tarahumara Norte
Hono tami nigüega mamu ati Crepa: guebrucá nilrera que inubreguá, Tami nagüibra que munetebrichi, nilrelra que mu el rabrichi gená, güichimoba: mapu breguegal repa. brami goguáme epilri bragüe brame jipeyá, brami güecagüe, mata igui güicá mapu bregüega brame gé. güecagüe mapu brami güique ta no bri brami guichavari que chitichí natabrichi. habri brami guaini mane brisiga equimé. Amen Isusi. 

## Relações externas
- Dicionário Espanhol-Tarahumara, no lugar de AULEX (México)
- Como contar em tarahumara central
- Tarahumara em Omniglot.com
- [Universal Declaration of Human Rights, translated into Rarámuri].
- Tarahumara em Native Languages
- Tarahumara em Eco-alternative-tours
- Dicionário Tarahumara
- Frases Tarahumara